# 東山町 (豊田市)
東山町（ひがしやまちょう）は、愛知県豊田市の町名。現行行政地名は東山町1丁目から東山町7丁目。住居表示は行われていない。

## 地理
豊田市西部、高橋地区の中央部に位置し、西は宝来町・渋谷町・広川町、南は志賀町、北は上野町、北から東は京ケ峰に接する。

### 河川
- 加茂川

### 池沼
- 鏡田池

## 歴史

### 沿革
- 1959年（昭和34年）10月1日 - 大字上野山の一部より、東山町が成立[6]。

## 世帯数と人口
2023年（令和5年）10月1日現在の世帯数と人口は以下の通りである。
| 町丁   | 世帯数    | 人口    |
| ------ | --------- | ------- |
| 東山町 | 1,463世帯 | 3,587人 |

### 人口の変遷
国勢調査による人口および世帯数の推移。
| 1995年（平成7年）  | 935世帯 2867人  |  |
| 2000年（平成12年） | 985世帯 2915人  |  |
| 2005年（平成17年） | 1284世帯 3686人 |  |
| 2010年（平成22年） | 1327世帯 3705人 |  |
| 2015年（平成27年） | 1287世帯 3461人 |  |
| 2020年（令和2年）  | 1466世帯 3762人 |  |

## 学区
市立小・中学校に通う場合、学区は以下の通りとなる。
| 丁目・字       | 番地 | 小学校               | 中学校             |
| -------------- | --- | -------------------- | ------------------ |
| 東山町1丁目    | 全域 | 豊田市立広川台小学校 | 豊田市立美里中学校 |
| 東山町2丁目    | 2～7、11～33、1044～1049、1053-2～4・9～16、1054～1059、1060-1、1515-23～36・39～71・74～92・94～100、1609、1613、1626～1632 | 豊田市立広川台小学校 | 豊田市立美里中学校 |
| 東山町2丁目    | 上記を除く | 豊田市立東山小学校   | 豊田市立美里中学校 |
| 東山町3〜7丁目 | 全域 | 豊田市立東山小学校   | 豊田市立美里中学校 |

## 交通
- 外環状線

## 施設
- グリーンシティ（イオン高橋店）
- 豊田市役所高橋支所・高橋コミュニティセンター
- 加茂川公園
- 市営東山住宅
- 県営渋谷住宅（一部）
- 豊田東山郵便局
- 東山ふれあい広場
- 豊田市自然観察の森ネイチャーセンター
- 豊田市東部給食センター

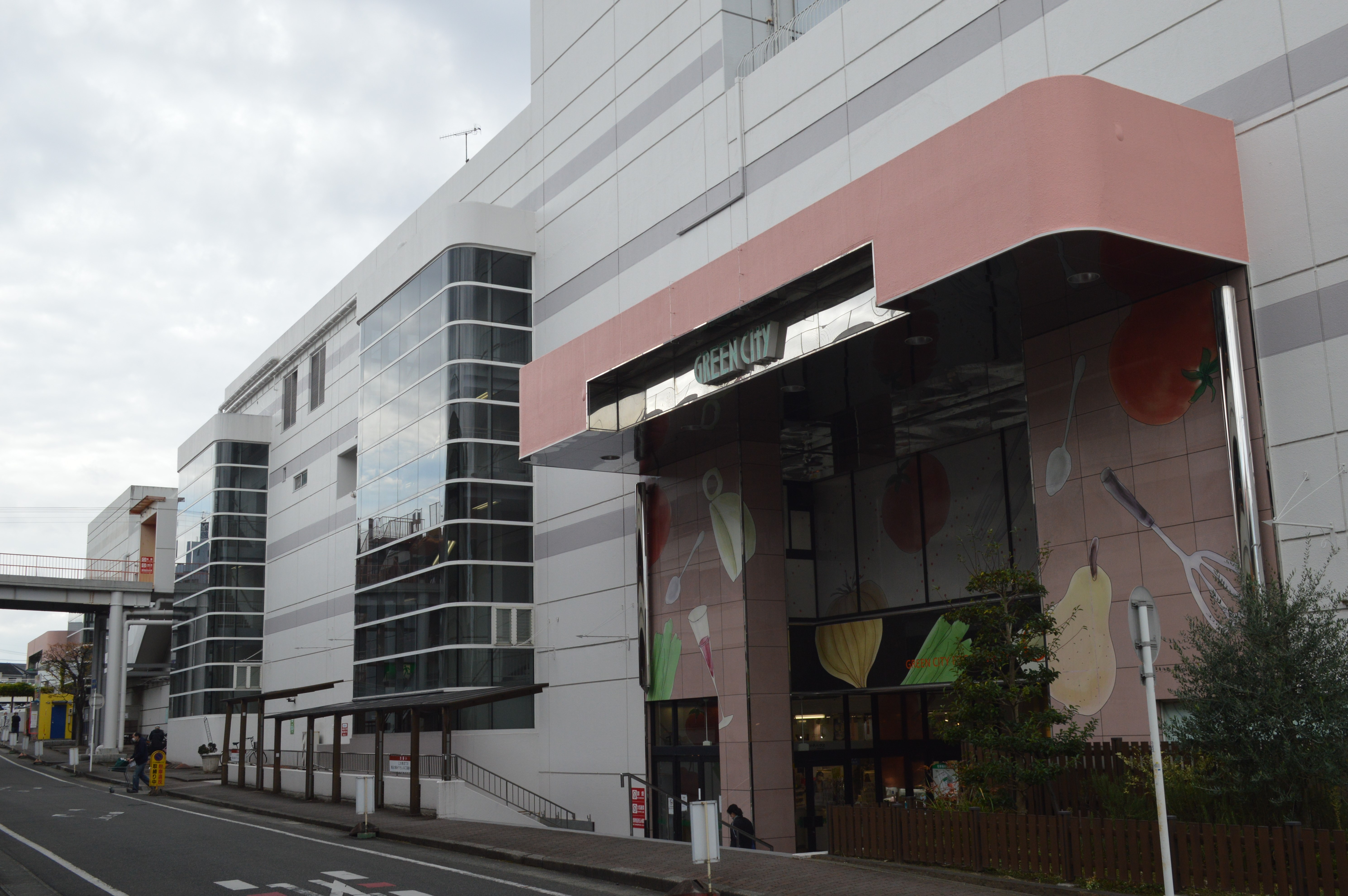
グリーンシティ
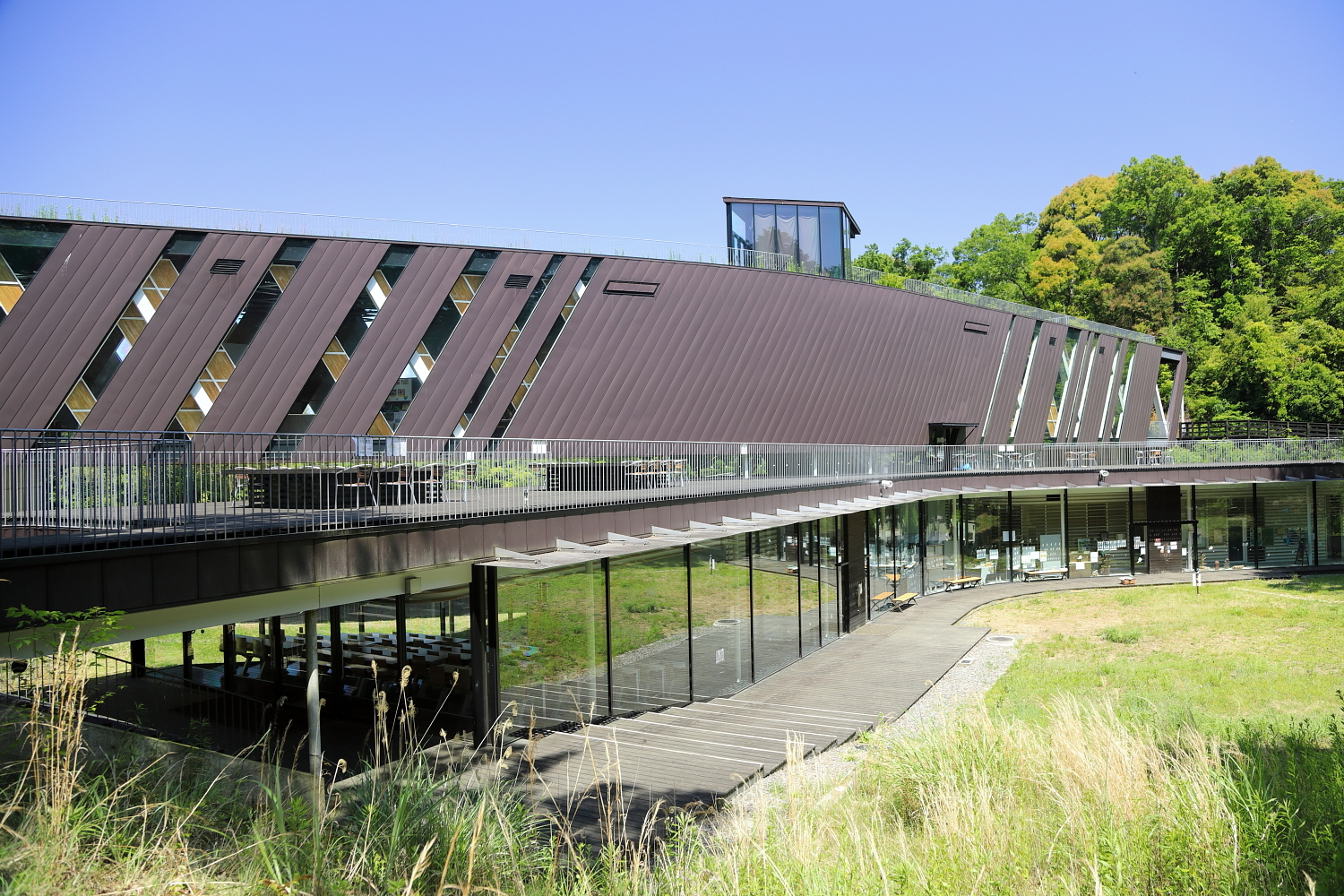
自然観察の森ネイチャーセンター

## その他

### 日本郵便
- 郵便番号 : 471-0014[3]（集配局：豊田郵便局[7]）。

### WEB
1. ↑  豊田市では全体で住居表示は行われていない。“その他（住民票に関すること）よくある質問”.   豊田市. 2025年5月28日閲覧。
2. ↑  総務省統計局 (2014年3月28日). “平成7年国勢調査の調査結果(e-Stat) - 男女別人口及び世帯数 －町丁・字等” (CSV). 2025年6月24日閲覧。
3. ↑  総務省統計局 (2014年5月30日). “平成12年国勢調査の調査結果(e-Stat) - 男女別人口及び世帯数 －町丁・字等” (CSV). 2025年6月24日閲覧。
4. ↑  総務省統計局 (2014年6月27日). “平成17年国勢調査の調査結果(e-Stat) - 男女別人口及び世帯数 －町丁・字等” (CSV). 2025年6月24日閲覧。
5. ↑  総務省統計局 (2012年1月20日). “平成22年国勢調査の調査結果(e-Stat) - 男女別人口及び世帯数 －町丁・字等” (CSV). 2025年6月24日閲覧。
6. ↑  総務省統計局 (2017年1月27日). “平成27年国勢調査の調査結果(e-Stat) - 男女別人口及び世帯数 －町丁・字等” (CSV). 2025年6月24日閲覧。
7. ↑  総務省統計局 (2022年2月10日). “令和2年国勢調査の調査結果(e-Stat) - 男女別人口，外国人人口及び世帯数－町丁・字等” (CSV). 2025年6月24日閲覧。
8. ↑  “町名別小中学校区”.   豊田市. 2025年6月24日閲覧。